# Diazotazione
In chimica con diazotazione si intende comunemente una reazione organica che coinvolge un substrato aromatico avente un gruppo amminico primario ed un reagente che può liberare uno ione nitrosonio, come ad esempio l'acido nitroso o il nitrito di sodio in presenza di acidi minerali.
Il meccanismo della reazione prevede in realtà un intermedio relativamente stabile, noto come sale di diazonio, il quale è in grado di reagire con altri reagenti o altri substrati per dare origine a molteplici funzionalizzazioni dell'ammina originaria. Ad esempio lo ione diazonio può dar luogo ad un attacco di tipo elettrofilo su di un anello benzenico o, più genericamente, su di un anello aromatico. Per questo la diazotazione ha una enorme importanza nella funzionalizzazione in serie aromatica sia a livello industriale che di laboratorio.
La diazotazione è ben nota per essere una delle reazioni che portano alla sintesi dei coloranti azoici.

## Formazione del sale di diazonio
La reazione produce un sale di diazonio che può essere isolato, oppure essere fatto reagire ulteriormente. I sali di diazonio si decompongono facilmente per via monomolecolare perdendo una molecola di azoto e generando un carbocatione. In generale, la stabilità dei sali di diazonio è tanto maggiore quanto minore è la stabilità del carbocatione. Per questa ragione i sali di diazonio alchilici sono poco stabili e poco utili per reazioni sintetiche anche di laboratorio. I sali di diazonio arilici, a causa della scarsa stabilità dell'aril-catione, sono sufficientemente stabili da poter essere sintetizzati e maneggiati a temperature tra 0 e 5 °C:
Attenzione: allo stato solido sono esplosivi.
In soluzione la decomposizione avviene in 30-60 minuti per riscaldamento a T > 50-60 °C. Tuttavia, in soluzioni non agitate sono possibili reazioni parassite esotermiche che portano a innalzamenti locali di temperatura, con conseguente rapida decomposizione di tutta la massa; la decomposizione può avere carattere esplosivo anche in fase soluzione.
La stabilità dei sali di diazonio arilici aumenta quando sul nucleo arilico sono presenti sostituenti elettron attrattori (-NO2, -CN, -COOH, ...) che destabilizzano il catione arilico.
I cloruri di diazonio possono essere separati dall'ambiente di reazione per aggiunta di acido tetrafluoborico. Il tetrafluoborato di diazonio, insolubile, precipita e può essere filtrato e seccato, con molta cautela.